# Никитинские субботники
Никитинские субботники — кооперативное издательство писателей времен НЭПа, появившееся в Москве в 1922 году при одноимённом литературном объединении, организованном журналисткой, поэтессой, редактором и литературным критиком Евдоксией Фёдоровной Никитиной.

## История
Евдокия Федоровна Никитина (урождённая Плотникова, по первому мужу Богушевская) была выпускницей Высших женских курсов в Москве, была студенткой Лазаревского института восточных языков, стала женой его преподавателя — Н. В. Богушевского.
В 1914 году Никитина стала проводить в своем доме субботние встречи, посвященные литературе. Кружок получил название «Никитинские субботники».
В 1922 году начало работу одноимённое издательство, оно выпустило несколько редких книг, например, в 1931 году было напечатано единственное прижизненное издание Сигизмунда Кржижановского «Поэтика заглавий».
Издавали «Никитинские субботники» и альманах «Свиток», где печатались члены объединения, причем тоже без различия группировок.
Позднее книги издательства подвергались изъятию согласно постановлению Главного управления по делам литературы и издательств. В 1931 году, когда в СССР полностью ликвидировали частное предпринимательство, Никитина смогла договориться о том, чтобы её «издательский проект» вошел в состав издательства «Федерация».
За 1922—1931 годы в издательстве «Никитинские субботники» вышло более 300 изданий книг и брошюр.
В 1930-е годы издательство перестало существовать, однако вновь возобновило работу в конце 50-х — во время «хрущевской оттепели». В 1958 году был опубликован первый том собрания сочинений Ги де Мопассана.
В 1962 году в Москве начал работу музей «Никитинские субботники», он стал филиалом Государственного литературного музея РСФСР.. В музее можно было увидеть издания и документы, которые принадлежали Никитиной, и которые она передала государству в 1957 году. Она сама и стала хранителем музея, он закрылся после её смерти в 1973 году.